# Xã Thompson, Michigan
Xã Thompson (tiếng Anh: Thompson Township) là một xã thuộc quận Schoolcraft, tiểu bang Michigan, Hoa Kỳ. Năm 2010, dân số của xã này là 795 người.